# Bopyrella harmopleon
Bopyrella harmopleon är en kräftdjursart som beskrevs av Bowman 1956. Bopyrella harmopleon ingår i släktet Bopyrella och familjen Bopyridae. Inga underarter finns listade i Catalogue of Life.